# 低地島

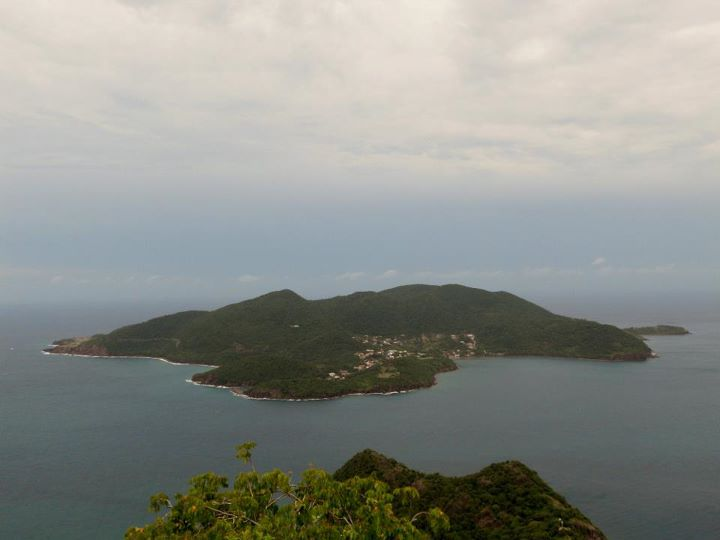

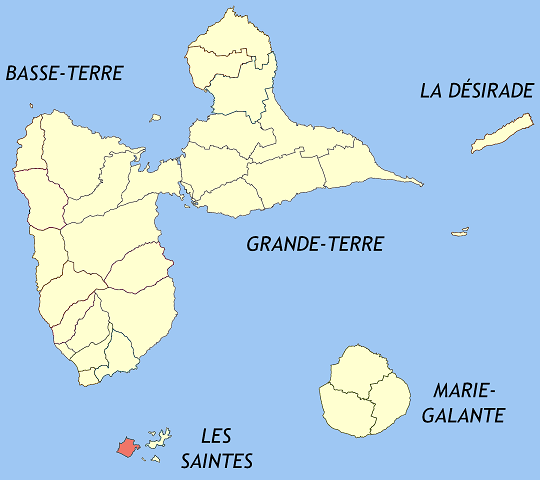

15°51′N 61°37′W / 15.850°N 61.617°W
低地島（法語：Terre-de-Bas，法語發音：[tɛʁ də ba]），又称下岛，是法國屬地瓜德羅普的島嶼，位於加勒比海，屬於桑特群島的一部分，是該群島最西端的島嶼，面積9平方公里，最高點海拔高度293米，2006年人口1,030。